# 鲇鱼须镇
鲇鱼须镇，中华人民共和国湖南省岳阳市华容县下属的一个镇，位于华容县南部，藕池河东支北岸。

## 建制沿革
- 1956年，设时家圻乡；
- 1958年，属护城公社；
- 1961年，设鲇市公社；
- 1984年，改称鲇市乡，同年与鲇市镇合并为鲇鱼须镇。

## 行政区划
鲇鱼须镇下辖3个居委会、20个行政村：
- 居南居委会、居中居委会、北街居委会
- 回龙村、松树村、准里村、程家岭村、旗杆村、天鹅村、和平村、时兴村、湘北村、两湖村、西岗村、普贤岗村、东岗村、赛红村、太平村、潭子口村、禾丰村、黄洋村、三潭村、竺家村
- 水产场